# NT Wright
Tom Wright, ca autor NT Wright, e episcop de Durham și teolog al Bisericii Anglicane.